# Bok (träd)
Bok (Fagus sylvatica) är ett träd som tillhör familjen bokväxter och som beskrevs vetenskapligt 1753 av den svenska botanikern Carl von Linné. 
Boken är ett stort träd med mycket tät krona, slät oveckad stam och glänsande gröna blad. Löven växer platt horisontellt för att fånga maximalt med solljus, vilket får till följd att ljuset sällan når marken och växtligheten under träden präglas därför av detta, samtidigt som boklöven förmultnar långsamt.
Boken är en mångformig art som även förekommer i ett antal odlade varianter, som  exempelvis hängbok (var. pendula) med hängande grenar och blodbok (purpurea) med röda blad.

## Utbredning och habitat
Boken förekommer över hela Europa. Den växer bäst på väldränerade, näringsrika och kalkrika marker, och trivs bäst i klimat med hög luftfuktighet och mycket nederbörd, där vintrarna inte är för kalla. Arten bildar normalt ett ganska djupt rotsystem och är därför stormtåligt. Den behöver en växtsäsong på minst 140 dagar, vilket begränsar dess förekomst i norra Skandinavien. I södra Europa förekommer den på höjder mellan 1 000 och 2 000 m. Höga sommartemperaturer och torka är begränsande faktorer för utbredning av bok i Europa. I Turkiet och österut genom Asien ersätts den av den nära släktingen Fagus orientalis. Den europeiska boken förekommer även i enstaka skogsbestånd i Nordamerika.  

### Norra Skandinavien

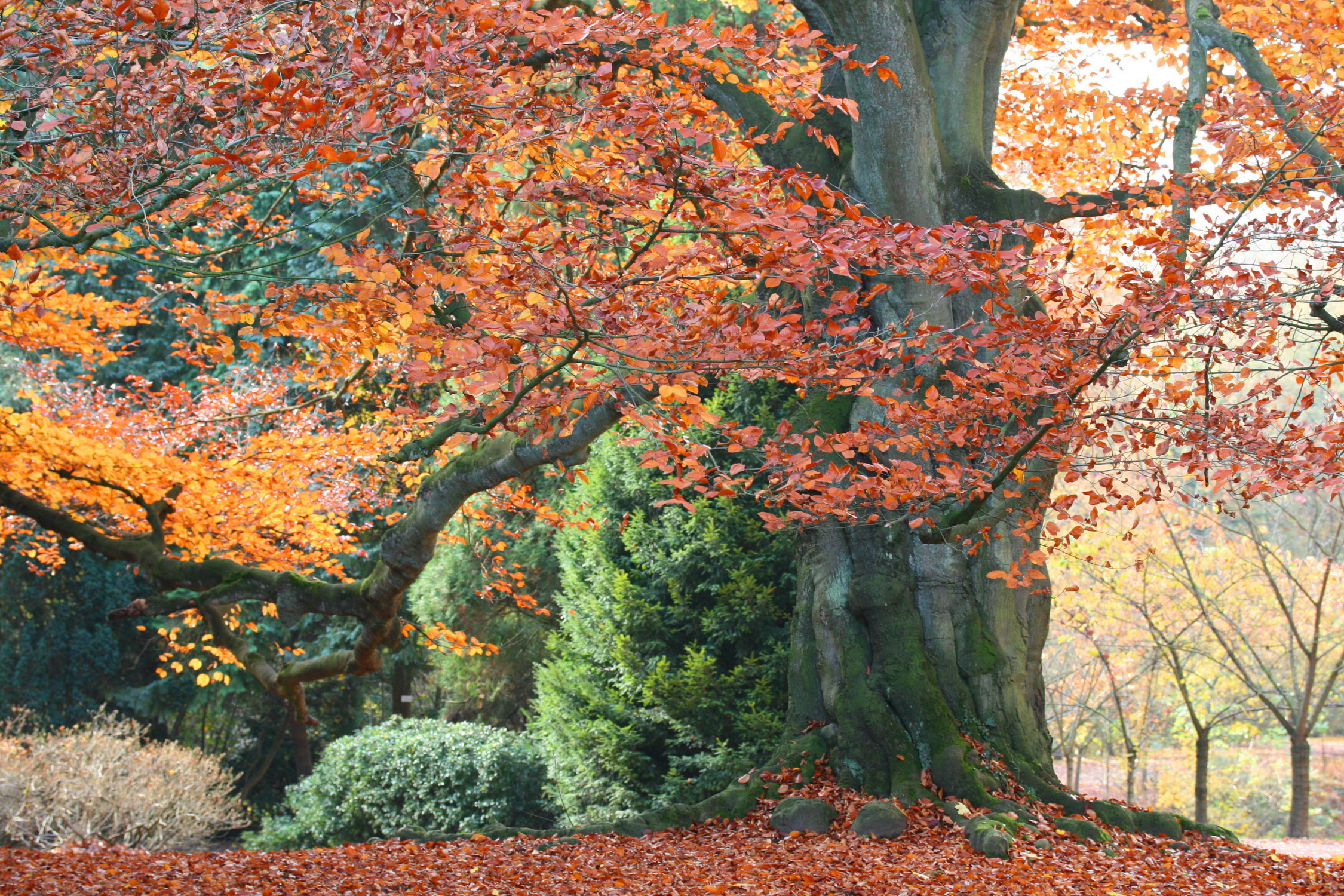
Bokens blad blir kopparfärgade på hösten.

Boken växer naturligt upp till Västergötland och Småland men odlas även längre upp i landet. Huvuddelen växer på skogsmark i Skåne, Blekinge och Halland. Norr om Skåne har boken av historiska och klimatmässiga skäl det minsta utbredningsområdet av våra skogsträd. I blandskog växer bok tämligen vanligt upp till ungefär mellersta Bohuslän och nordöstra hörnet av Kronobergs län, därefter mot norr till Östergötlands gräns och sedan mot sydöst till Kalmarsund. Den nordligaste bokskogen i Sverige är naturreservatet Surö bokskog.
Boken är det vanligaste ädellövträdet i Sverige efter eken.[källa behövs] Det totala virkesförrådet av bok i Sverige är ungefär 22 miljoner kubikmeter.[källa behövs]
I Norge växer boken i landets södra del – där en större bokskog finns vid Larvik – och längs den milda västkusten till norr om Bergen. Den saknas vilt i Finland.
Enligt vissa teorier förklaras den sydliga bokens ringa utbredning i norra Skandinavien åtminstone till en del av att arten har invandrat långt senare än övriga lövträd. Arten gjorde sin entré i Skandinavien först omkring 3 000 f.Kr. Dess härdighet talar för att den ännu inte har nått sin klimatiska nordgräns. Å andra sidan finns inga tecken på naturlig spridning norrut från dess nuvarande gräns.[källa behövs]

## Utseende och växtsätt

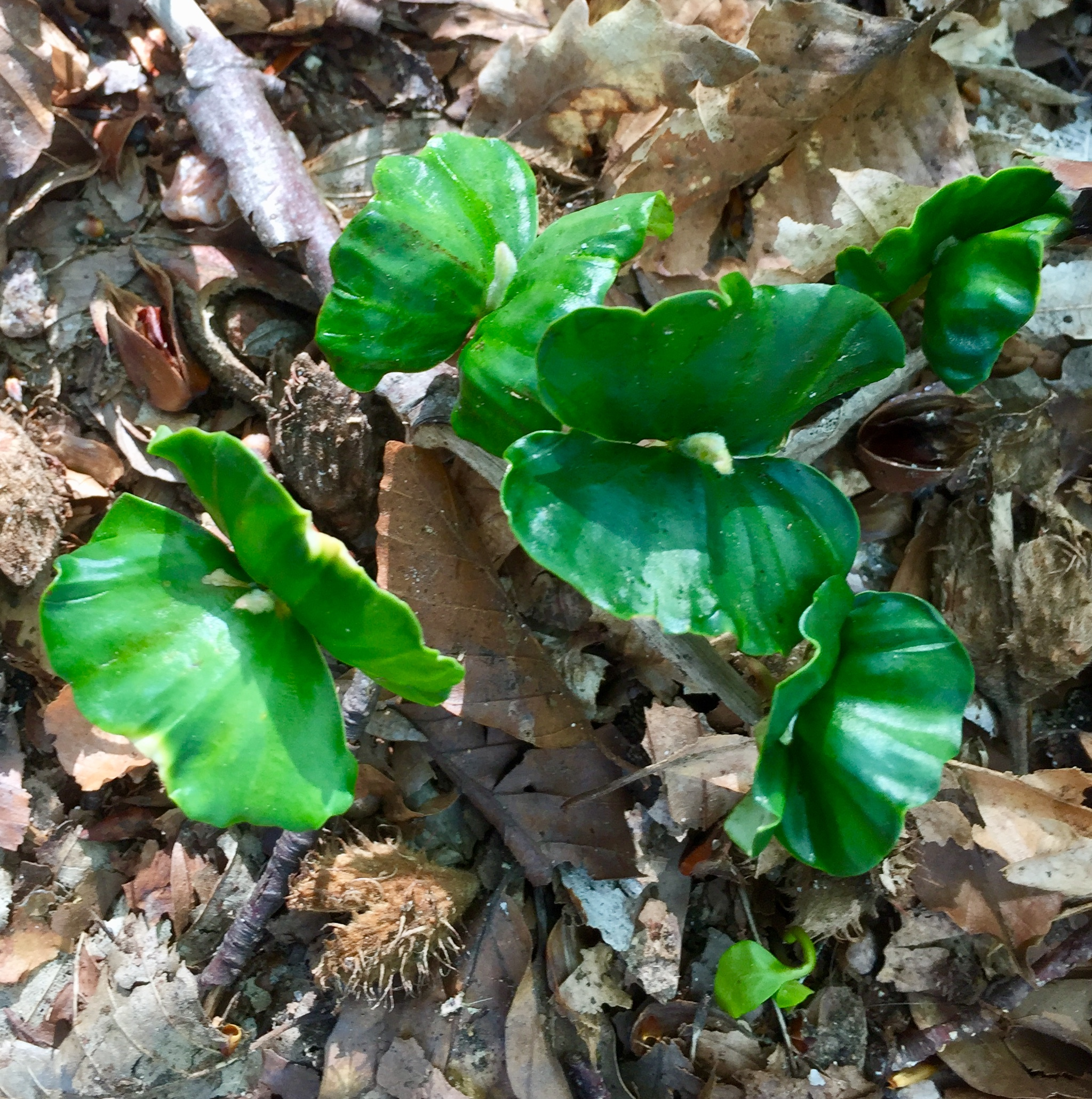
Bokgrodd.

Bok blir inte lika gammal som ek, men växer fortare och enstaka träd når en höjd av 45 meter, vilket i Skandinavien endast överträffas av vissa arter av poppel. På solitära träd kan stammen ofta uppnå en betydande diameter. I skogsbestånd liknar den en hög, rak pelare med slät ljusgrå yta, kronan har en yvig förgrening och djupgrön färg. Ensamstående bokar slår ut tidigt, men en stor del av bladen blåser av långt innan den egentliga lövfällningen. I västra Skåne sker bokens lövsprickning tidigt – i genomsnitt i slutet av april – och löven är vanligen fullt utvecklade, men mycket ljusgröna kring 1 maj. I mitten av maj har bladen blivit avsevärt mörkare och till exempel vitsippor och en del annan undervegetation försvinner. I mitten av oktober börjar bladen sakta ändra färg till brunt. Kring 1 november börjar boken fälla sina blad – en process som bara tar några dagar.

### Blomman och nöten
| Bokens blommor |  | Bokollon |
| Bokens blommor |  | Bokollon |

Boken är ett ädellövträd och en sambyggare med oansenliga vindblommor som utvecklas samtidigt med bladen. Hos både bok- och eksläktet består hanblomman av en blomkalk och flera ståndare, medan honblomman består av en obetydlig blomkalk och en tretalig pistill, vars fruktämne omges av en samling skyddsfjäll. Hos boken är honblommorna två inom ett gemensamt hölje av sådana fjäll, och även frukterna, som är tresidiga nötter, sitter två tillsammans inom den vedhårda, piggbärande skål, som bildas av detta hölje. 
Skålen öppnar sig slutligen med fyra starkt tillbakaslagna, invändigt sammetsludna flikar. Nötterna kallas bokollon.  Fröets byggnad är hos både boken, eken och hasseln densamma som hos ett mandelfrö och en äpplekärna. Groddplantor förekomma ymnigt i bokskogar och känns igen på de breda, nästan tvärhuggna hjärtbladens silvervita undersida.

### Konkurrens om habitat
Bokens blad är fullt utvecklade tämligen tjocka och fasta, varför marken under träden blir starkt beskuggat. Unga bokar trivs bra i samma marker som ek och i dylik bördig jordmån tränger boken tidigt undan eken som behöver gott om solljus. Därefter försvinner även andra solälskande arter. Till och med i konkurrens med granen kan boken avgå med segern. I en ren bokskog av hög ålder kan det vara mycket skumt på markplan och undervegetationen saknar träd och buskar och blir med tiden ytterst fattig på örter.

## Användning

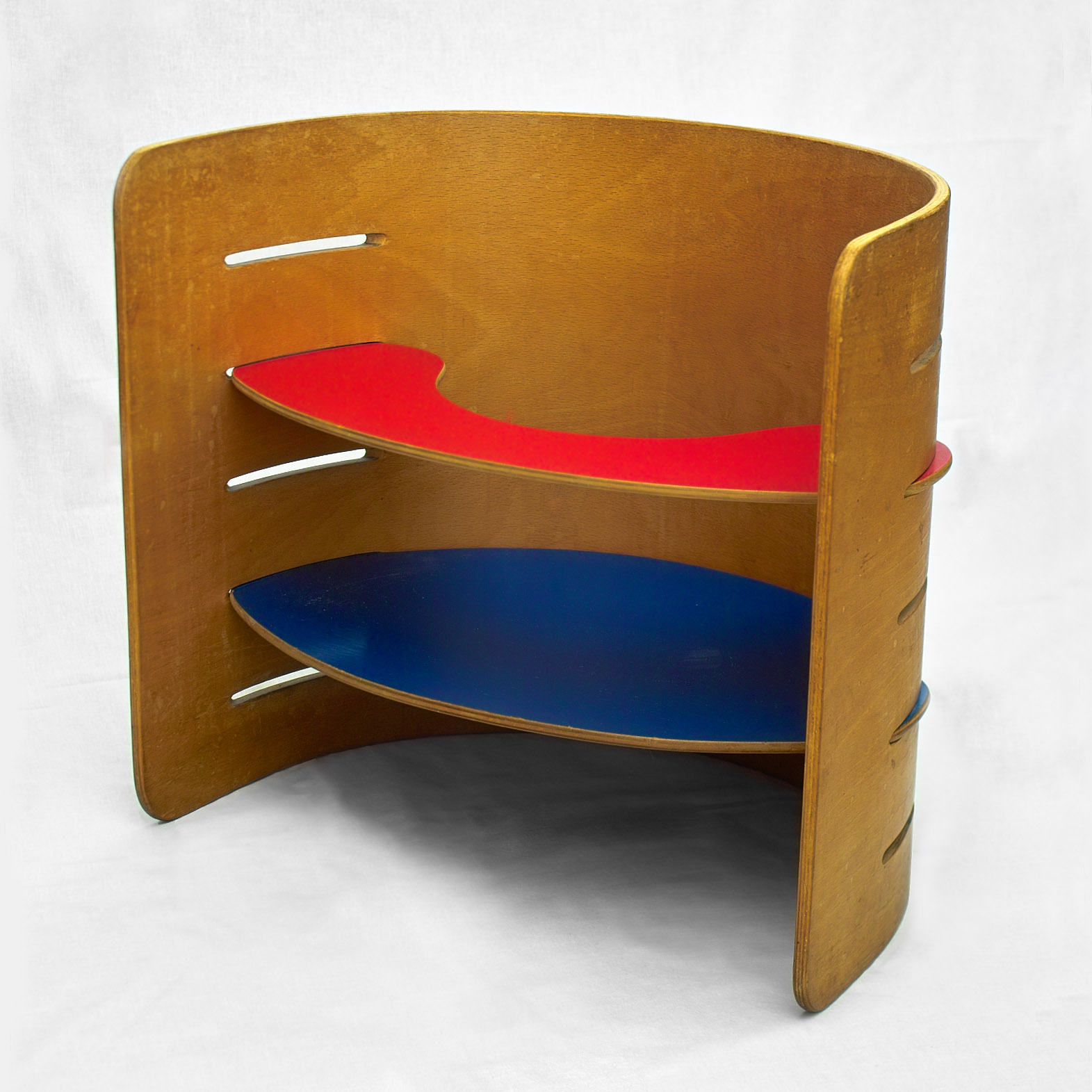
Barnstol från 1951 i laminerad bok av den danske formgivaren Kristian Solmer Vedel.

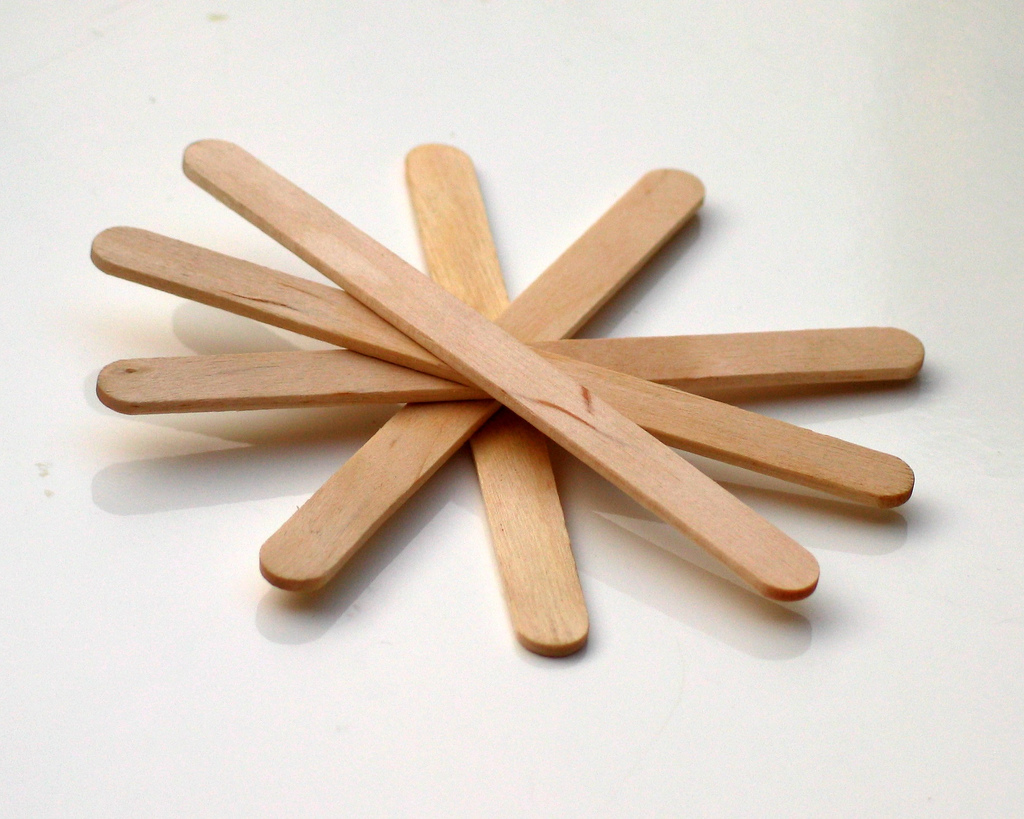
Glasspinnar av bok.

Bokens virke är hårt och segt och används till möbler och golv. Även massaindustrin är en stor förbrukare av bokved. Boken är ett ströporigt träslag, det vill säga att kärlen är jämnt fördelade över hela årsringen. Årsringarna är synliga och virket har en jämn struktur. Vedens färg går i en gul-, röd- eller brunvit färgton. I samband med torkning behandlas virket vanligtvis med vattenånga (basning) och får då en något rödare färg. Det är framförallt märgstrålarna som ger virket dess speciella karaktär. På möbler med ytskikt av svarvad bokfanér framträder de som 2-5 mm breda bruna streck. Bokvirkets goda hållfasthets- och bearbetningsegenskaper, avsaknad av färgämnen och det höga bränslevärdet har gjort att det används till en lång rad mycket olikartade produkter - allt från möbler, golv, fanér, spånplattor och pappersmassa till leksaker, glasspinnar och bränsle. Stora kvantiteter användes tidigare för framställning av träkol och destillerade produkter. Eftersom virket varken avger doft eller smak och inte heller suger upp fett kan det användas i kontakt med livsmedel. På den sydsvenska landsbygden har boken sedan gammalt också använts till redskap och vagnar..
Bokträ började tidigt användas vid till exempel skeppsbyggen eftersom dess trä är lätt att klyva till raka plankor, dessutom tål träet vatten bra vilket även gjorde det till ett bra material vid kvarnbyggen. Boken lämpade sig också vid framställningen av pottaska.
På våren kan bokens späda blad användas råa som salladsgrönsak. De unga bladen har en mild och lite söt smak. Bokens frukt består av en hård fruktskål och inuti den finns två trekantiga nötter, så kallade bokollon. Dessa är ätliga råa i mindre mängd, men ska helst kokas eller rostas. Bokollon har en mild, nötig men något beskt smak, och kan användas som pinjenötter. Bokollon är fulla av näringsämnen i form av fetter, fettlösliga vitaminer, protein och stärkelse. Vidare bland annat saponiner, tanniner samt alkaloiden fagin. För stor konsumtion kan förorsaka illamående.
Bokollon var tidigare värdefulla som svinfoder.[källa behövs]
Inom folkmedicinen har bok använts i form av boktjära för utvärtes behandling av hudåkommor. För invärtes bruk har man extraherat vatten ur barken, främst från 2-3-åriga grenar, för gurgling och sårbehandling. Aktiva substanser är garvämnen ur barken och kreosot ur veden.

## Hot och status
Bok kan skadas av ekorrar som äter barken, och av hjortdjur som äter unga plantor. Vivlar och långrörsbladlöss kan såra bokens blad. Trädet är känsligt för svampar som platticka (Ganoderma applanatum) och för Phytophtora ramorum som är nära släkt med potatisbladmögel. Många bokar fälls i samband skogsbruk. Den globala populationen och utbredningsområdet är fortfarande stora och arten listas därför av IUCN som livskraftig (LC).

## Bilder

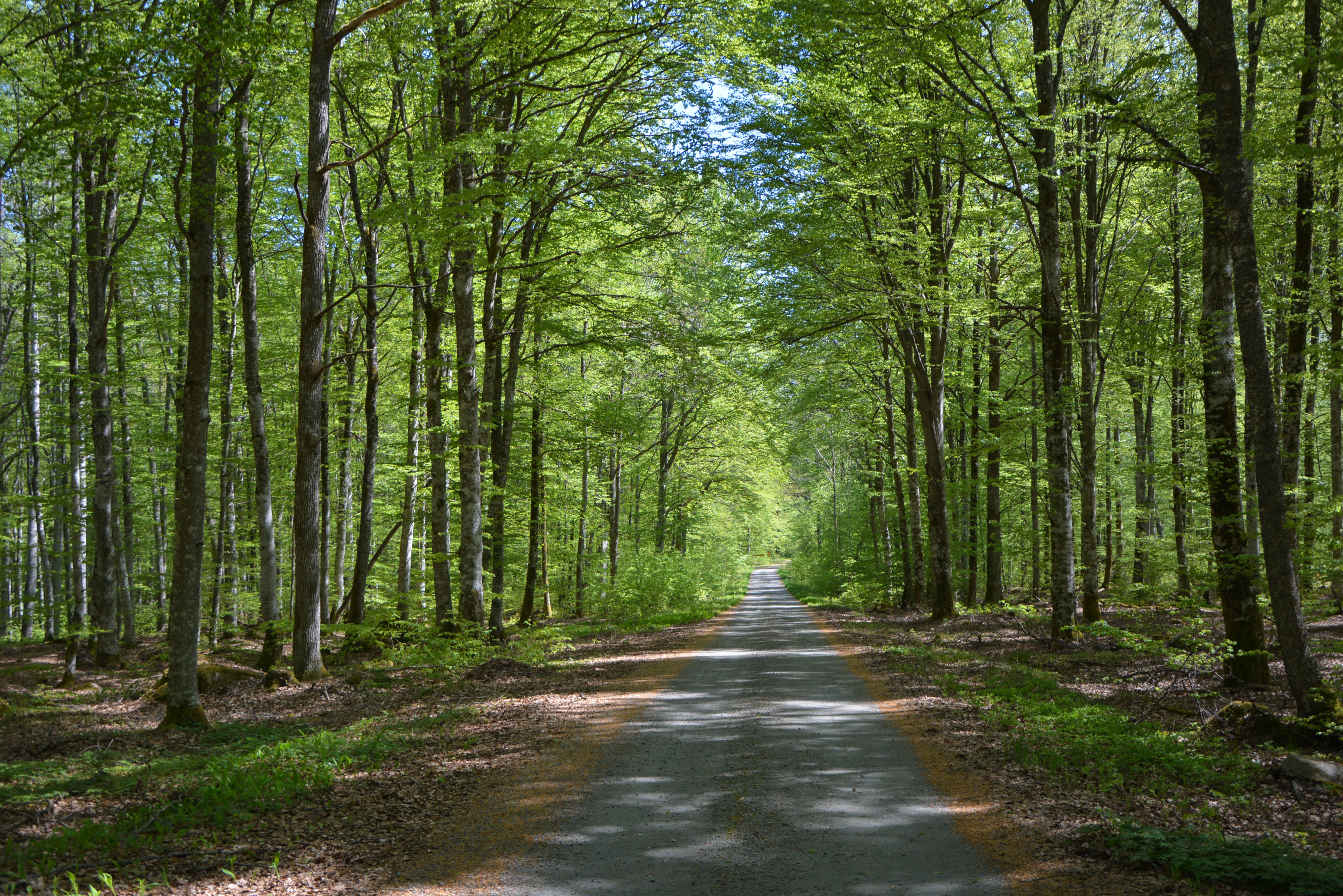
Bokskog i Långasjö, Södra Småland.
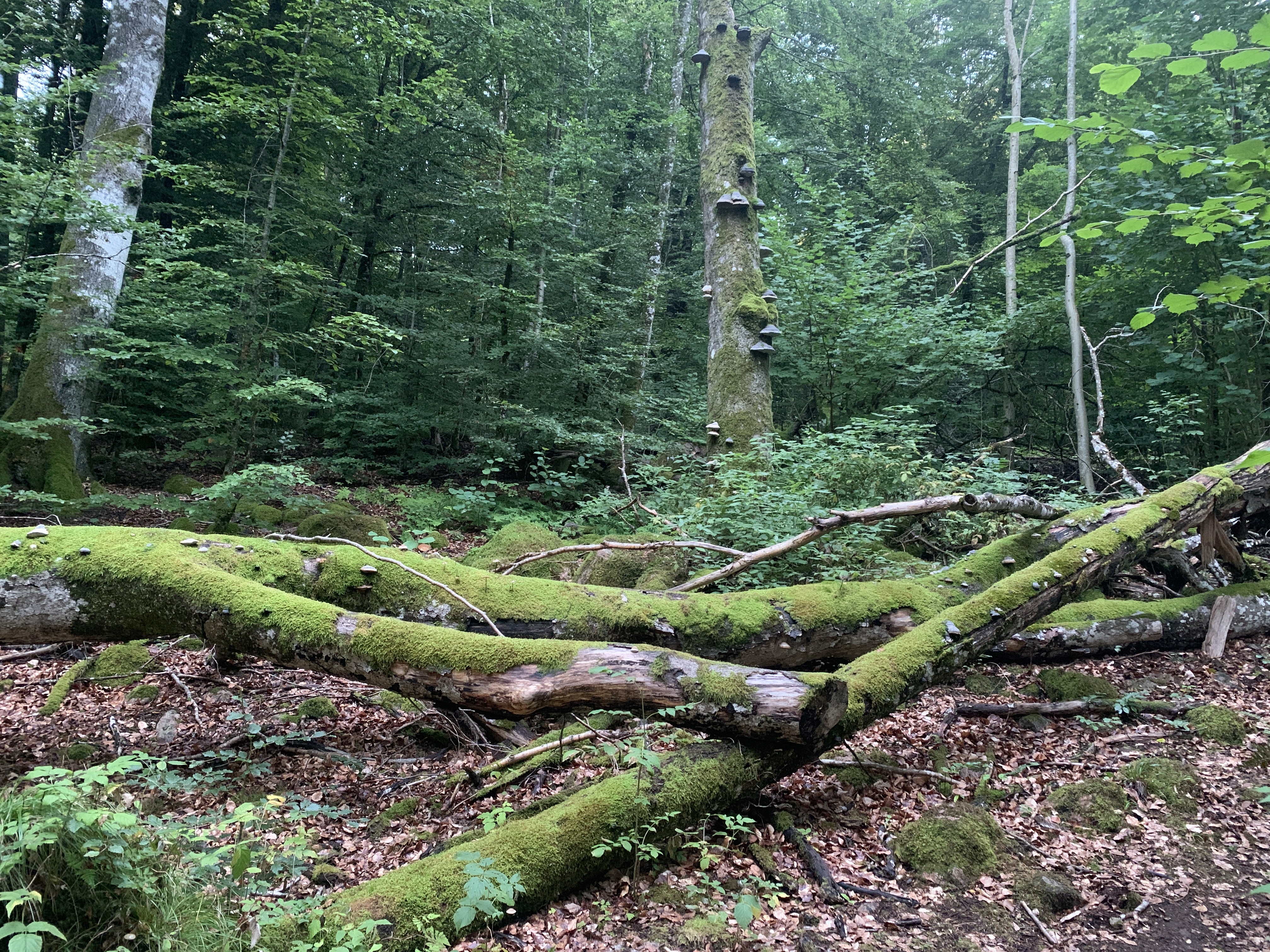
Molla bokskog, Västra Götaland.
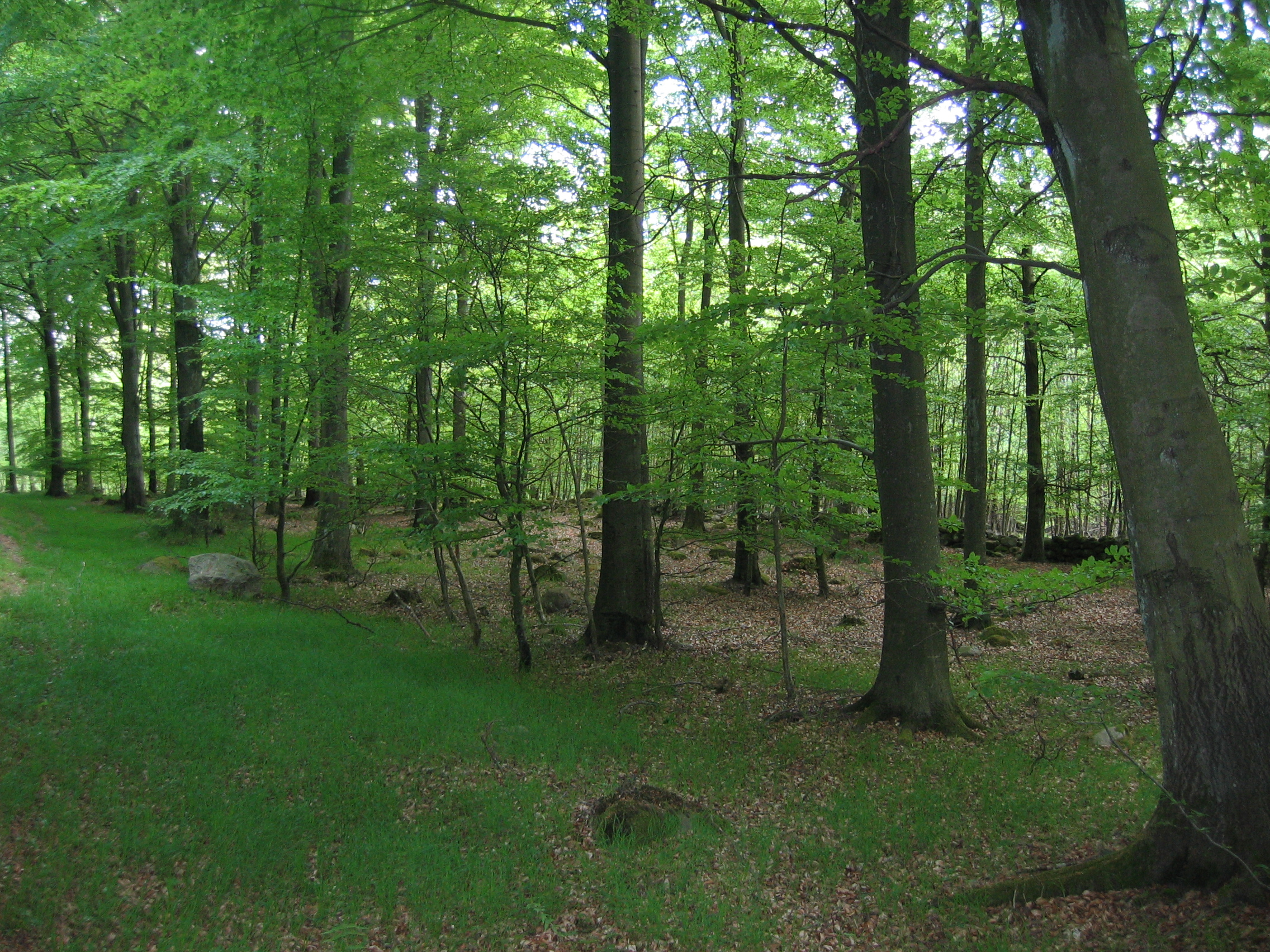
Bokskog på Söderåsen i Skåne.
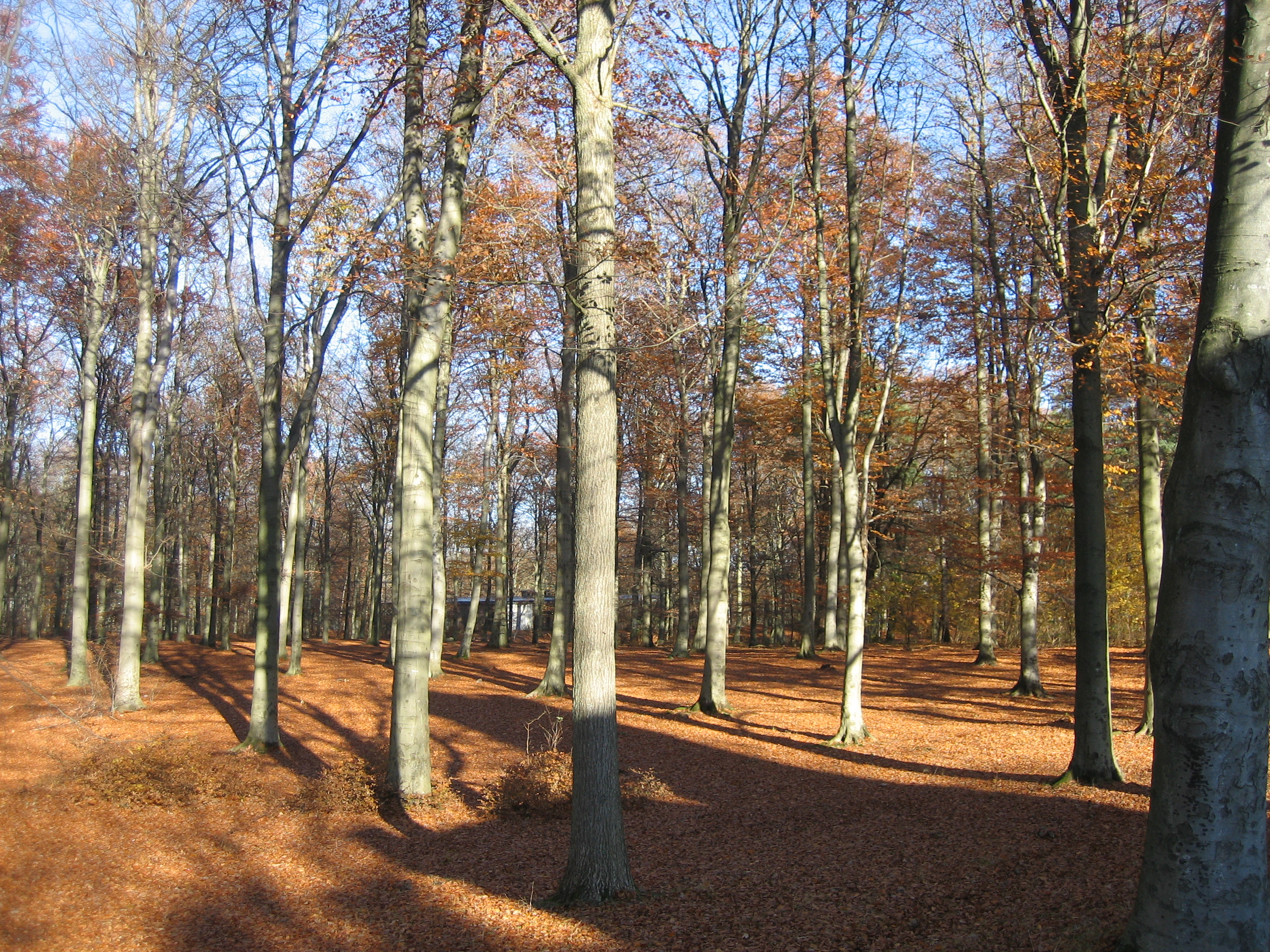
Bokskogen på Galgberget i Halmstad efter lövfällning.
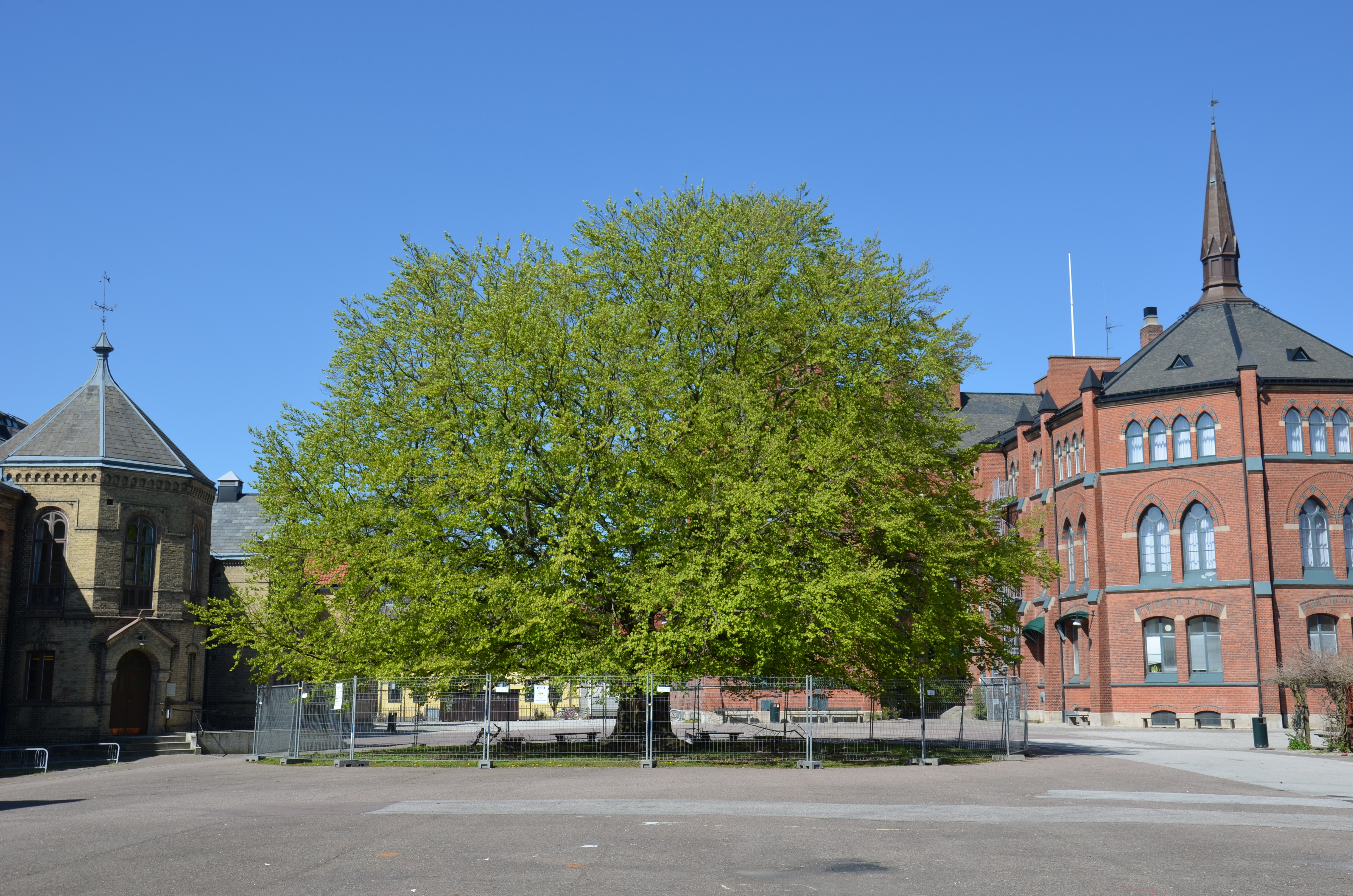
Det tidigare vårdträdet på Katedralskolans skolgård i Lund, som stod där 1857–2012.
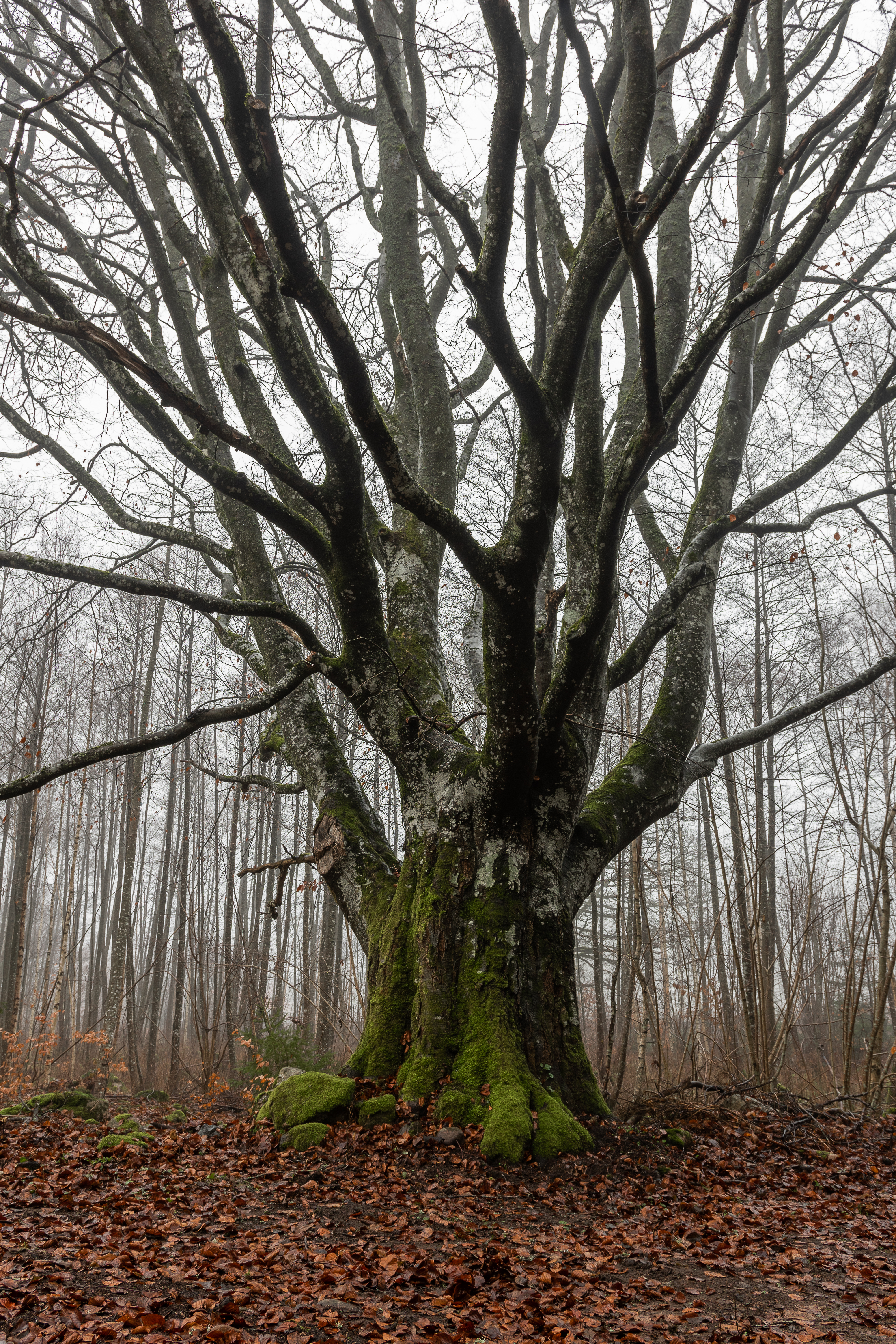
Gammal bok i Hästveda i norra Skåne.

### Varieteter av bok

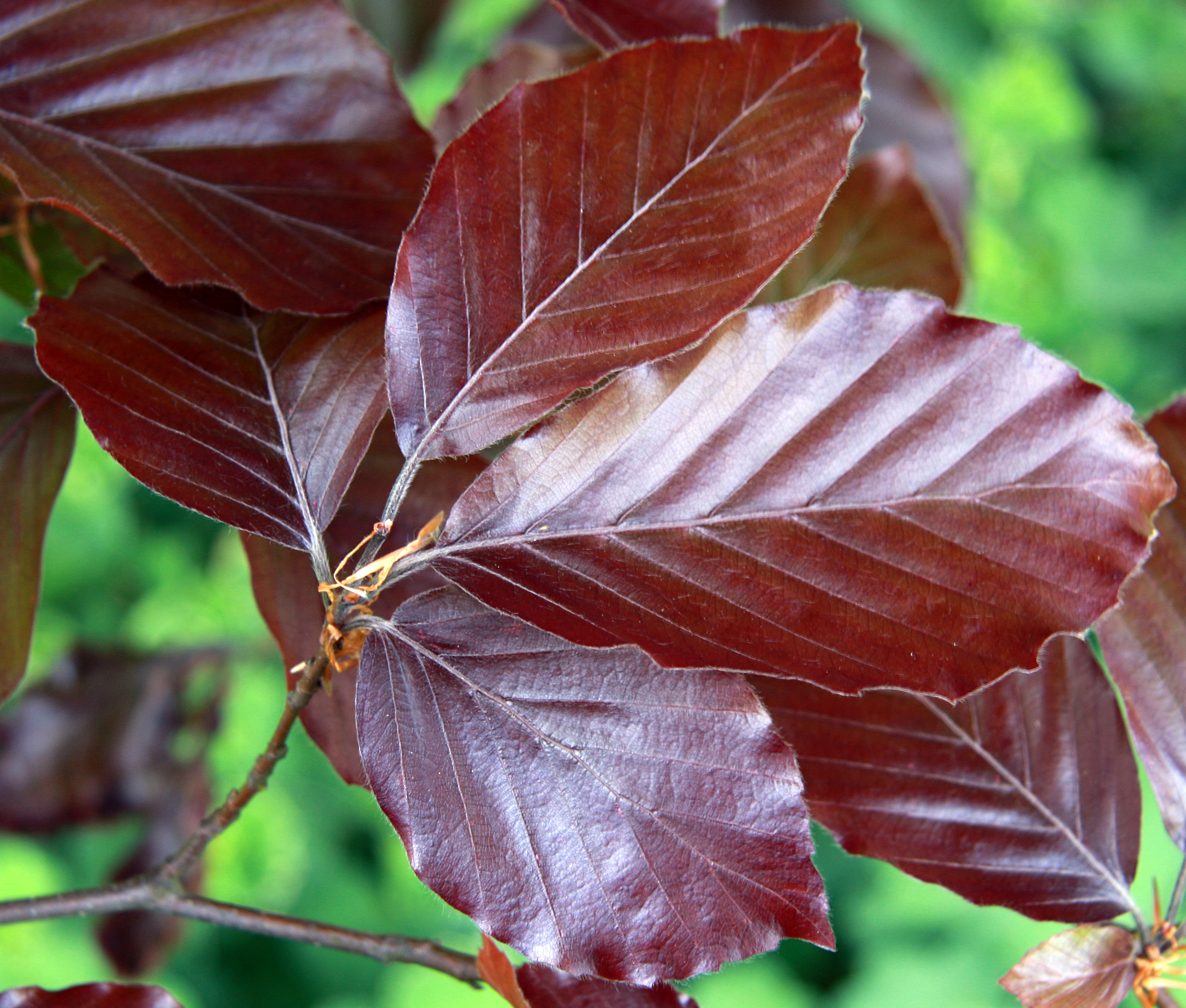
Löv från en blodbok, Fagus sylvatica purpurea.
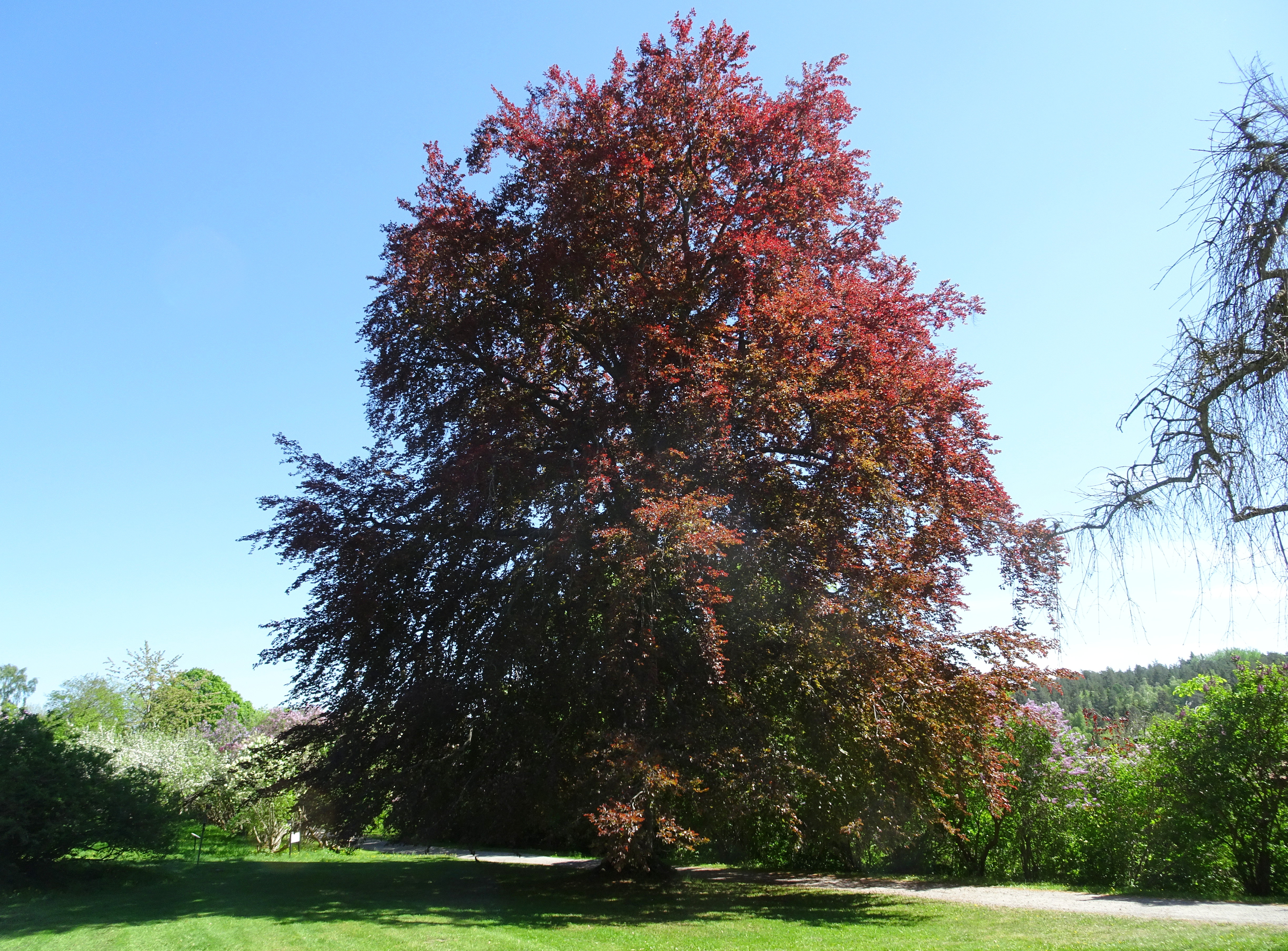
Blodbok vid Ekebyhovs slott.
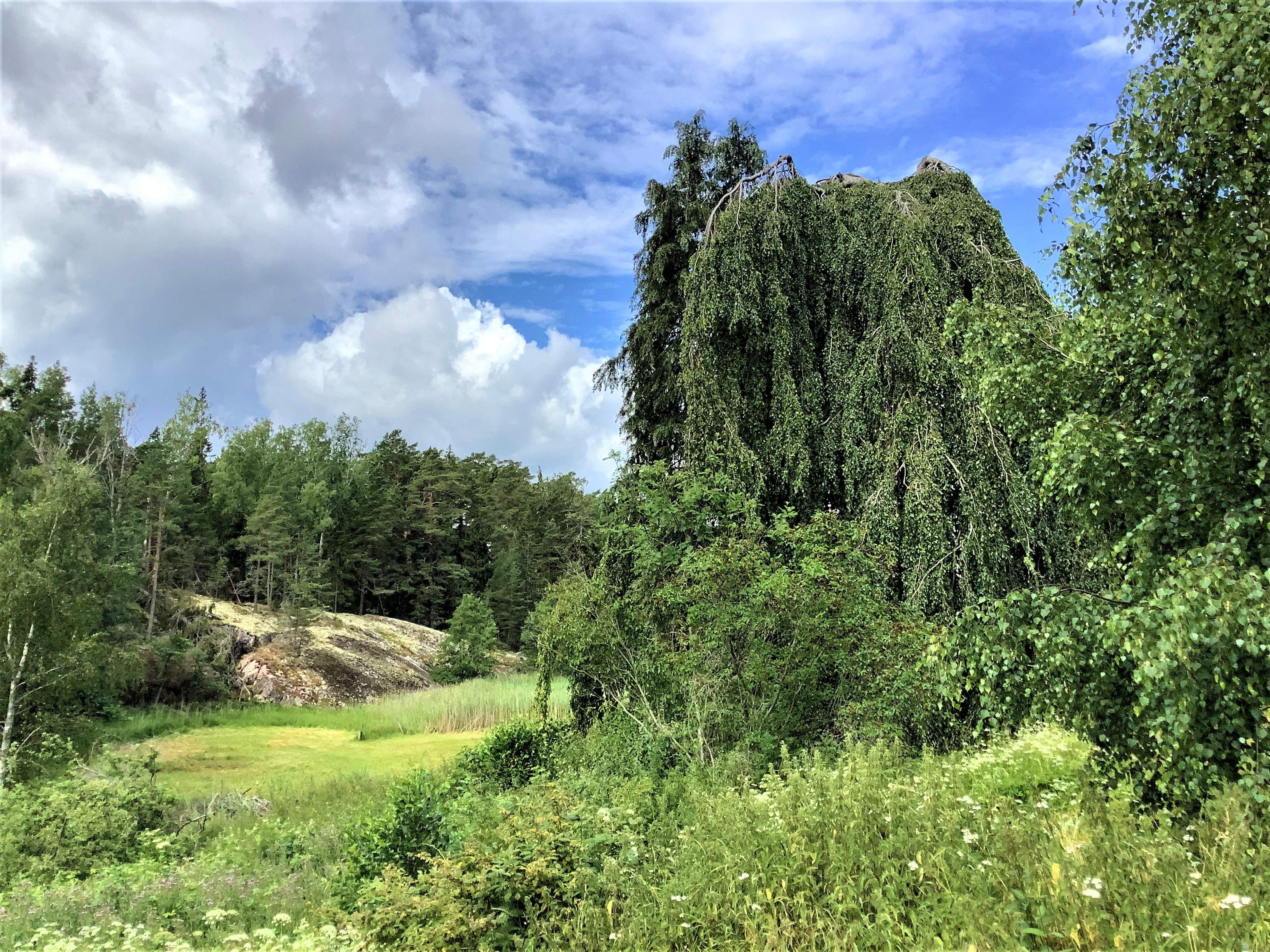
Hängbok på Själbottna.
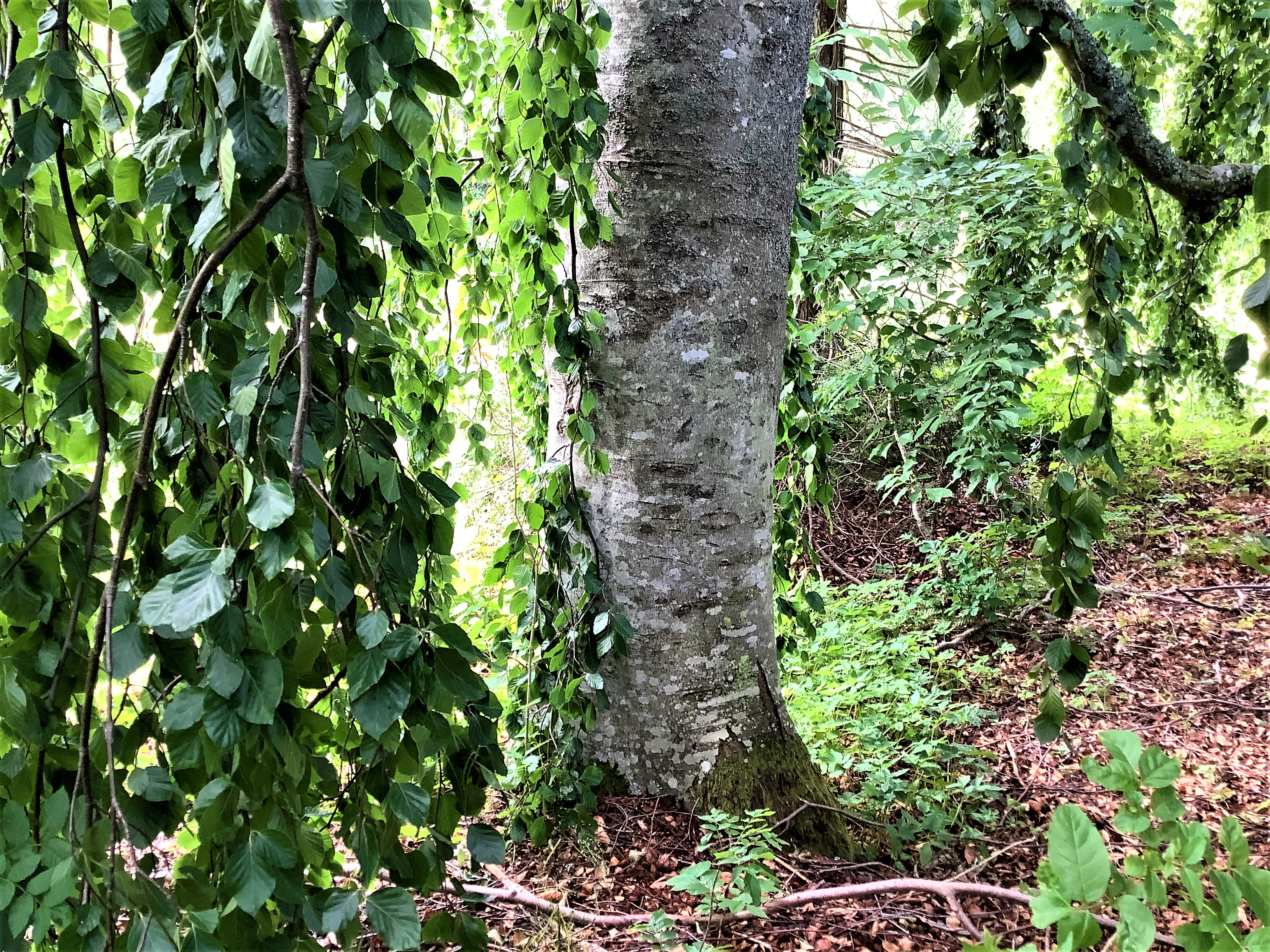
Hängbokens stam och grenar.
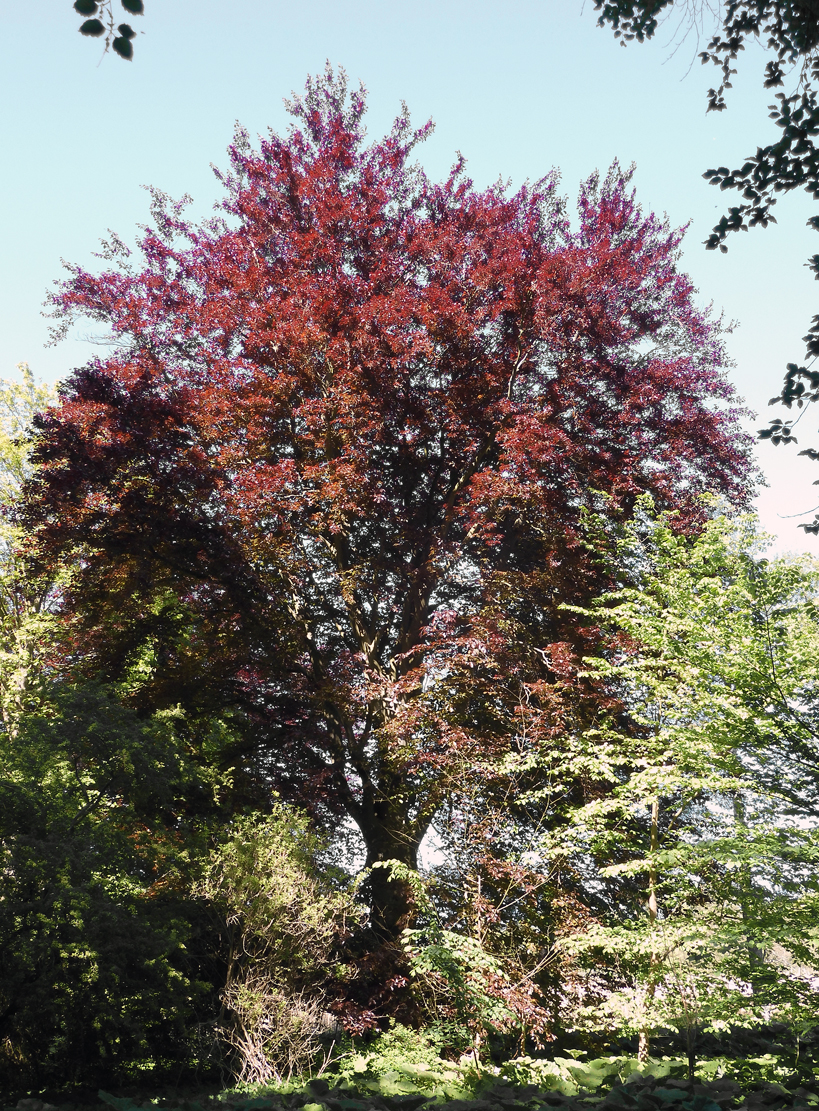
Blodbok (Fagus sylvatica ‘Atropurpurea’) i Ystads sandskog.
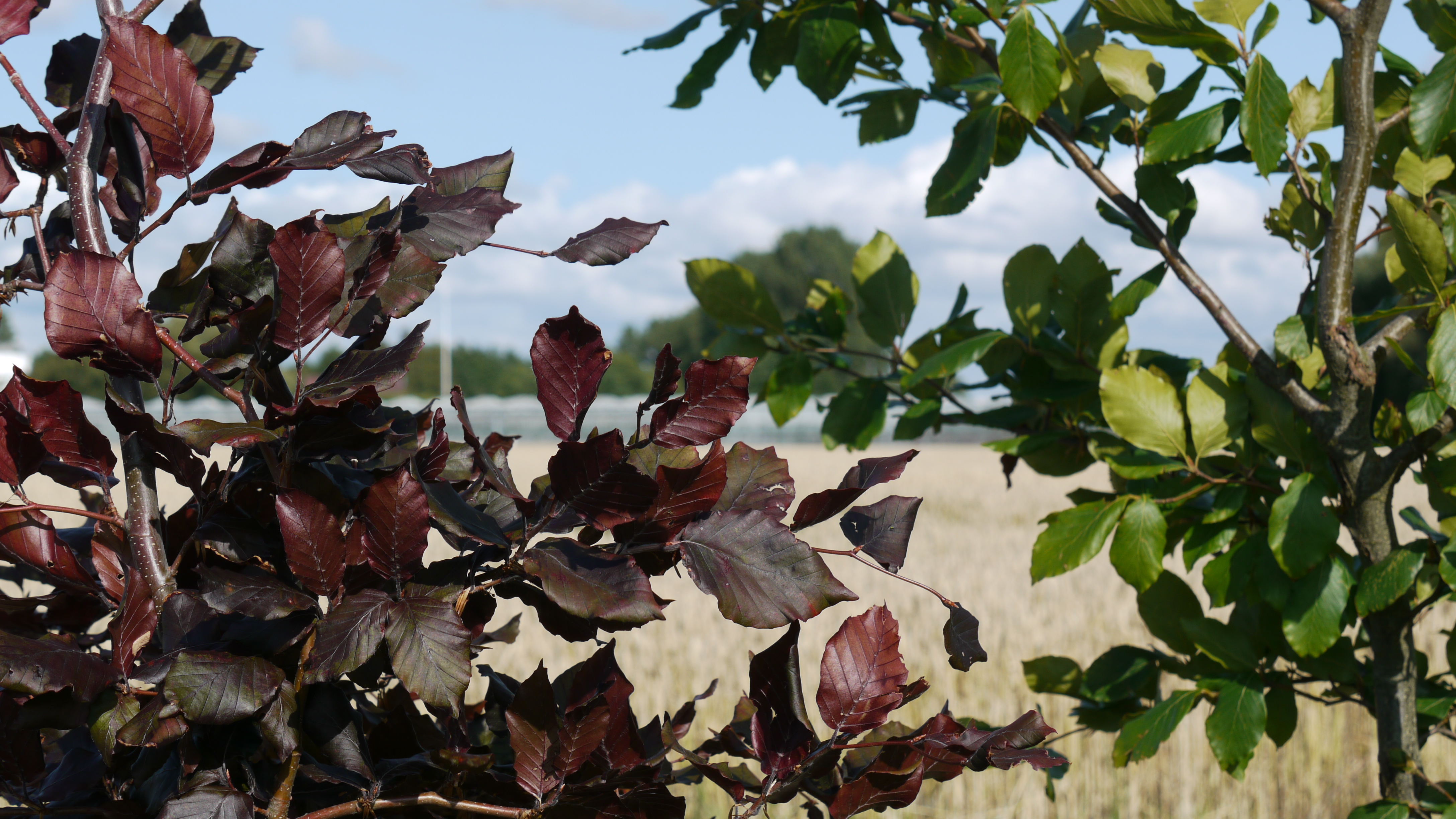
Jämförelse mellan blodbok (Fagus sylvatica ‘Atropurpurea’) och vanlig rödbok.